# Сексуальна освіта (серіал)
«Сексуальна освіта» (англ. «Sex Education») — британський комедійно-драматичний телесеріал, що розповідає про проблеми учнів середньої школи англійського містечка Мурдейл. Перший сезон серіалу, що складався з 8 серій, був представлений компанією Netflix 11 січня 2019 року. Перший сезон отримав високий рейтинг користувачів на сайті Rotten Tomatoes. За версією кінокритиків BBC, входить до 15-ти найкращих нових серіалів Netflix, HBO та Apple TV 2020 року.
У серіалі висвітлюються такі теми як сексуальна ідентичність, гіперсексуальність, мимовільна стриманість, мастурбація, любовна сором'язливість, підліткова сексуальність, підліткова вагітність, ризикована сексуальна поведінка.
У лютому 2019 року стрімінговий-сервіс Netflix офіційно продовжив серіал на другий сезон, усі серії якого вийшли 17 січня 2020, 17 вересня 2021 року вийшов 3 сезон.
На початку липня 2023 року було анонсовано 4 та завершальний сезон серіалу, який вийшов на Netflix 21 вересня 2023 року.

## Сюжет
Дія серіалу розгортається в середній школі маленького містечка Мурдейл. В основі сюжету лежать ситуації, в які потрапляють однокласники головного героя — Отіса Мілберна, що живе зі своєю матір'ю — Джин Мілберн, відомою фахівчинею із сексології й психології стосунків. У перші ж дні навчального року Отісу доводиться допомогти з сексуальними проблемами шкільному хулігану і розбишаці в обмін на обіцянку залишити в спокої його друга. Відкриття таланту розв'язувати інтимні проблеми підлітків стає очевидним для Мейв Вайлі, яка пропонує героєві консультувати однокласників за гроші. Ідея зближення з Мейв спонукає Отіса погодитися і почати займатися бізнесом із нею.
У другому сезоні Отіс вирішив залишити консультації в минулому, але проблеми підлітків нікуди не зникли. І самому Отісу, і його другові Еріку, і Мейв, та іншим доведеться ухвалювати чимало складних рішень щодо стосунків з тими, хто їм подобається.

## У ролях
- Отіс Мілберн (Ейса Баттерфілд) — учень середньої школи Мурдейла, незайманий «ботанік», який соромиться свого тіла. Його виховує матір, відома сексологиня-практик. Сам себе Отіс вважає нижчою ланкою в шкільному соціумі, багато часу приділяє прослуховуванню музики і навчанню. Добре розбирається в базових питаннях психології стосунків.
- Джин Мілберн (Джилліан Андерсон) — мати Отіса, розлучена з батьком Отіса, також відомим фахівцем у галузі сексології. Намагається бути із сином на одній хвилі, що регулярно призводить до гіпертрофованої турботи і спроби відпрацювати на Отісі психологічні прийоми. Після розлучення не є прихильницею постійних стосунків, має популярність серед чоловіків Мурдейла.
- Ремі Мілберн (Джеймс Пюрфой) — батько Отіса, розлучився з дружиною і пішов із сім'ї після того, як був звинувачений у зраді. Живе в США і зрідка підтримує зв'язок із сином через інтернет, практично не беручи участь у його житті.
- Ерік Ефіонґ (Шуті Гатва) — найкращий друг Отіса, що знає його із самого дитинства. Ерік — відкритий гей із глибоко релігійної афро-британської сім'ї, яка намагається прийняти його вибір. Ерік — яскравий і веселий хлопець, який намагається знайти свою любов, але безуспішно, через його невелику популярність у школі. Грає в шкільному оркестрі на валторні.
- Мейв Вайлі (Емма Маккі) — шкільна зірвиголова і «погана дівчинка», котра докладає всіх зусиль до того, щоб вирватися з соціального дна за допомогою старанного навчання. Мати Мейв губить пристрасть до алкоголю і наркотиків, батько покинув сім'ю, коли Мейв була маленькою, брат пов'язаний із криміналом. Мейв захоплюється історією літератури та фемінізму, любить слухати панк-рок. Сексуально розкута і зухвала, вона є повною протилежністю Отісу. У школі має неоднозначну репутацію, частково це пов'язано з тим, що вона стала жертвою булінгу. Проживає в трейлер-парку з міською біднотою і вкрай соромиться свого способу життя, часто стикається з необхідністю знайти гроші для виживання.
- Адам Ґрофф (Коннор Свінделлс) — син директора, шкільний хуліган і нехлюй. Живе і навчається, перебуваючи в конфронтації зі своєю консервативною сім'єю. Має багато психологічних проблем і комплексів. Несподівано отримавши психологічну допомогу від Отіса, поклав початок дружбі головного героя з Мейв Вайлі.
- Джексон Марчетті (Кедар Вільямс-Стірлінг) — шкільний староста, улюбленець школи, подає великі надії як спортсмен. Знайомиться з Мейв і намагається перевести їхні зустрічі з площини «сексу без зобов'язань» у статус постійних стосунків. Джексона виховує одностатева пара, у нього дві матері.
- Рубі (Мімі Кіні) — шкільна красуня з тусовки «недоторканих», намагається триматися тільки свого кола спілкування.
- Еймі Ґібс (Еймі Лоу Вуд) — подруга Рубі, також перебуває в клубі «недоторканих». Таємно спілкується і дружить із Мейв Вайлі. Еймі із заможної родини, тому її будинок часто використовується для вечірок.
- Анвар (Чанейл Кулар) — гей і модник з багатої індійської сім'ї, один із лідерів «недоторканих».
- Олівія (Симон Ешлі) — член клубу «недоторканих», перша клієнтка Отіса і Мейв.
- Лілі Іґлгарт (Таня Рейнольдс) — мрійлива однокласниця Отіса з невеликими дивацтвами в поведінці. Приділяє весь вільний час створенню еротичних коміксів про інопланетні подорожі та пошуку першого сексуального партнера. Дуже боїться залишитися незайманою до закінчення школи, безсоромно пропонує зайнятися з нею сексом своїм однокласникам.
- Якоб Ньюман (Мікаел Персбрандт) — сантехнік, регулярно приїжджає для ремонтних робіт в будинок Мілбернів. Відчуває до матері Отіса почуття.
- Ола Ньюман (Патриція Елісон) — дочка Якоба, покохала Отіса. Так само як і Отіс, не має досвіду відносин.
- Ісаак Гудвін (Джордж Робінсон)

## Український дубляж

### Основний акторський склад
- Руслан Драпалюк — Отіс Мілберн (сезони 1-3)
- Максим Самчик — Отіс Мілберн (сезон 4)
- Катерина Брайковська — Мейв Вайлі
- Лідія Муращенко — Джин Мілберн
- Павло Лі — Ерік Ефіонґ (сезони 1-3)
- Володимир Гурін — Ерік Ефіонґ (сезон 4)
- Наталія Романько-Кисельова — Гоуп Геддон
- Андрій Соболєв — Адам Ґрофф
- Олександр Погребняк — Джексон
- Анна Дончик — Еймі Ґібс (сезони 1-3)
- Марина Локтіонова — Еймі Ґібс (сезон 4)
- Євгеній Лісничий — Анвар
- Аліса Балан — Рубі (сезони 1-3)
- Катерина Буцька — Рубі (сезон 4)
- Роман Чорний — Якоб
- Анастасія Жарнікова — Кел
- Олена Борозенець — Олівія
- В'ячеслав Хостікоєв — Стів
- Юлія Малахова — Ола
- Тамара Морозова — Морін
- Дмитро Терещук — Ремі
- Оксана Гринько — Лілі
- Юлія Шаповал — Вів
- Петро Сова — Містер Гендрікс
- Михайло Войчук — Містер Ґрофф, Майкл
- Євген Локтіонов — Айзек
- Катерина Качан — Міс Сендс
- В'ячеслав Скорик — Рахім
- Ольга Радчук — Ерін
- Анастасія Павленко — O
- Марія Яценко — Еббі
- Анна Павленко — Аїша
- Кирило Сузанський — Роман
- Світлана Шекера — Джоанна
- Людмила Петриченко — Глорія
- Петро Сова — Містер Моллой
- Вікторія Білан-Ращук — Селія
- Еліна Сукач — Вів
- Вікторія Левченко — Джем
- Ілля Локтіонов — Маленький Отіс
- Поліна Худин — Маленька О
- Єсєнія Селезньова — Маленька Рубі
- Таїсія Кривов'яз — Маленька Дарла
- Дмитро Вікулов — Ден
- Марина Клодницька — Роз

### Додатковий акторський склад
- Аліна Проценко
- Ганна Соболєва
- Володимир Гурін
- Олександр Чернов
- Наталія Ярошенко
- Яна Кривов'яз
- Олександр Солодкий
- Володимир Кокотунов
- Володимир Терещук
- Роман Солошенко
- Роман Молодій
- Дар'я Лелюк
- Світлана Шекера
- Олена Узлюк
- Роман Семисал
- Кирило Татарченко
- Олена Бліннікова
- Євгеній Сардаров
- Лариса Руснак
- Ілона Бойко
- Майя Ведернікова
- Вікторія Бакун
- Наталія Калюжна
- Сергій Гутько

Серіал дубльовано студією «Postmodern» на замовлення компанії «Netflix» у 2021—2023 роках.
- Перекладачі — Ольга Переходченко, Олена Бабенко, Лілія Купрій, Ірина Яценко, Онисія Колесникова
- Музичний редактор — Тетяна Піроженко
- Перекладач пісень — Андрій Желуденко
- Режисери дубляжу — Оксана Гринько (сезон 1), Христина Синельник (сезон 2)
- Звукооператори — Богдан Єрьоменко (сезони 1-3), Олександр Кривовяз (сезон 4), Сергій Крижанівський (сезон 4), Дмитро Клубань (сезон 4)
- Спеціалісти зі зведення звуку — Андрій Желуденко (сезони 1-3), Максим Корнилюк (сезон 4)
- Менеджери проєкту — Ольга Негієвич (сезони 1-3), Юлія Зинич (сезон 4)

## Сезони
| Сезон | Епізоди | Епізоди | Оригінальний показ | Оригінальний показ |
| Сезон | Епізоди | Епізоди | Перший показ       | Останній показ     |
| ----- | ------- | ------- | ------------------ | ------------------ |
| 1     | 8       | 8       | 11 січня 2019      | 11 січня 2019      |
| 2     | 8       | 8       | 17 січня 2020      | 17 січня 2020      |
| 3     | 8       | 8       | 17 вересня 2021    | 17 вересня 2021    |
| 4     | 8       | 8       | 21 вересня 2023    | 21 вересня 2023    |

## Список епізодів

### 1 сезон (2019)
| № | # | Назва                  | Режисер     | Сценарист                 | Перший ефір у США |
| --- | - | ---------------------- | ----------- | ------------------------- | ----------------- |
| 1 | 1 | «Епізод 1» «Episode 1» | Бен Тейлор  | Лорі Нанн                 | 11 січня 2019     |
| Отіс, учень старшої школи, мати якого, Джин, — секс-терапевт, бореться зі своєю нездатністю мастурбувати. Його найкращий друг Ерік, який є відкритим геєм, повідомляє йому, що всі в їхньому класі займалися сексом цього літа, крім Отіса. Адам, шкільний хуліган і син директора, не може досягти оргазму після сексу з подругою Еймі. Еймі ділиться своїми проблемами з Мейв, яка має репутацію хуліганки. Коли Адам приходить до будинку Отіса, щоб працювати над шкільним проєктом, він знаходить всю сексуальну атрибутику Джин, попри намагання Отіса приховати це. Наступного дня Адам розповідає всім у класі, змушуючи збентеженого Отіса тікати, за ним йде Мейв. Пізніше Отіс і Мейв знаходять Адама у занедбаній будівлі, який не може заспокоїтися після того, як прийняв три таблетки віагри. Адам пояснює свою ситуацію, а Отіс радить йому «писати свою історію». Керуючись цією порадою, наступного дня Адам демонструє усім свій пеніс у шкільній їдальні. Він кінчає разом з Еймі, але вона кидає його, тому що він тепер зганьбився. Мейв пропонує Отісу створити у школі підпільну клініку сексуальної терапії, де Мейв займається логістикою, а Отіс — терапією, — і розділити прибуток. |   |                        |             |                           |                   |
| 2 | 2 | «Епізод 2» «Episode 2» | Бен Тейлор  | Лорі Нанн                 | 11 січня 2019     |
| Еймі проводить домашню вечірку, де Отіс і Мейв намагаються знайти клієнтів, даючи безкоштовні поради. Отіс замикається у ванній кімнаті з парою, які травмувалися під час сексу, і надає поради. Тим часом Ерік намагається навчити дівчат правильно виконувати феляцію, але в однієї дівчини від банана починається блювотний рефлекс. Адам вривається на вечірку і виявляє, що Еймі розмовляє з іншим хлопцем і розбиває об його голову вазу, у якій перебував прах бабусі Еймі. Джин бореться з тим, що Отіс віддаляється від неї; він, зі свого боку, відчуває, що вона занадто настирлива. Мейв виявляє, що вагітна і займається сексом з Джексоном, щоб відволіктися, але він хоче з нею серйозних відносин. Зневірена через вагітність, вона розповідає Отісу, що планує припинити сексуальну терапію. Наступного дня кілька студентів звертаються до Отіса за порадою. Він каже Мейв, що має намір продовжити виконання плану. |   |                        |             |                           |                   |
| 3 | 3 | «Епізод 3» «Episode 3» | Бен Тейлор  | Софі Гудгарт              | 11 січня 2019     |
| Отісу сниться Мейв, і у нього трапляється еякуляція, що він безуспішно намагається приховати від Джин. Мейв збирається зробити аборт, але політика клініки вимагає, щоб хтось забрав її після операції. Вона просить Отіса, той погоджується, думаючи, що вона кличе його на побачення. Ерік проходить прослуховування в музичну групу коледжу, і кларнетистка Лілі пропонує йому допомогу з освоєнням матеріалу. Опинившись у нього вдома, вона намагається переспати з ним, але коли Ерік зізнається, що він — гей, вони розважаються з косметикою і дивляться гей-порно. Міс Сендс, викладач англійської мови, викриває Мейв у плагіаті і закликає більше використовувати свій талант собі на користь. Отіс приходить до клініки завчасно, його проганяють, і він дає поради зі стосунків парі, яка протестує проти абортів біля стін клініки. Джексон перемагає в змаганнях з плавання, але засмучується, дізнавшись, що Мейв не було на трибуні. Після аборту Отіс проводжає Мейв до будинку, і на прощання вони обіймаються. |   |                        |             |                           |                   |
| 4 | 4 | «Епізод 4» «Episode 4» | Бен Тейлор  | Лора Ніл, Лорі Нанн       | 11 січня 2019     |
| Отіс і Мейв продовжують листуватись онлайн, а Джексон шукає спосіб запропонувати Мейв бути його дівчиною. Він звертається до Отіса за порадою і платить йому аванс; намагаючись повернути гроші, той мимоволі дає поради про інтереси Мейв, і Джексон користується цією інформацією. Джин відчуває симпатію до Якоба, майстра, який приїхав ремонтувати її ванну. Коли Отіс дивиться лесбійське порно, досліджуючи проблеми своїх клієнток-лесбійок, до кімнати раптово заходить Ола, дочка Якоба. Ерік отримує підробіток із вигулу собак і випадково дозволяє собаці Адама втекти з парку, що призводить до проблем Адама з батьком. Лілі пропонує Отісу зайнятися сексом, бо вони обидва незаймані, але він відмовляється. Отіс проводить сеанс зі своїми клієнтами в басейні, але безуспішно. Опісля вони з Мейв улаштовують жартівливу бійку в басейні, і в Отіса трапляється ерекція, яку він приховує. Джексон знову питає поради щодо Мейв, Отіс пропонує зробити якийсь грандіозний жест у надії, що її це відлякає. Але це спрацьовує і Мейв погоджується бути дівчиною Джексона. |   |                        |             |                           |                   |
| 5 | 5 | «Епізод 5» «Episode 5» | Кейт Геррон | Софі Гудгарт, Лора Хантер | 11 січня 2019     |
| Джексон запрошує Мейв на вечерю з матерями, але все йде не за планом. Коли вони починають розпитувати її про сім'ю, вона втікає через чорний хід. Пізніше Мейв просить вибачення перед ним і розповідає про свою неблагополучну сім'ю, а Джексон зізнається у своїх психологічних проблемах. Мейв і Отіс намагаються з'ясувати, хто поширює непристойну фотографію одного з їхніх клієнтів. Ерік та Отіс за своєю традицією на день народження Еріка планують подивитися фільм «Гедвіга та зловісний дюйм», одягнувшись у героїв фільму. Захопившись розгадкою таємниці фотографії, Отіс кидає Еріка. У того крадуть телефон і гаманець, а дорогою додому його б'ють два гомофоби. Він дзвонить Джин, яка забирає його додому. Коли Отіс повертається, у них з Еріком трапляється серйозна сварка. |   |                        |             |                           |                   |
| 6 | 6 | «Епізод 6» «Episode 6» | Кейт Геррон | Лорі Нанн, Фредді Сіборн  | 11 січня 2019     |
| У флешбеці маленький Отіс випадково бачить, як його батько Ремі займається сексом зі своєю пацієнткою, що призводить до розлучення його батьків. Прислухавшись до поради батька, Отіс погоджується прийняти пропозицію Лілі. Коли вони намагаються зайнятися сексом, Отіс неймовірно незграбний, а потім відчуває панічну атаку, тому що дії Лілі збурюють його дитячі спогади. Ерік відчуває себе все більш ізольованим і намагається одягатися «нормально». Врешті-решт на репетиції він накидується на керівника шкільної групи, а потім вдаряє Анвара в коридорі, що призводить до його усунення до кінця року. Батько Еріка намагається поговорити з ним, але безуспішно. Адам виграє конкурс творів з есе, за яке він заплатив Мейв. Міс Сендс (як і Отіс) здогадується, що його написала Мейв, і повідомляє про це директору Ґроффу, який теж щось підозрює. Отіс дає поради Еймі, чий новий хлопець хоче, щоб вона проявляла ініціативу в ліжку. Джин все ще захоплена Якобом, тому навмисне створює ситуацію, щоб він приїхав, і вони зближуються. Шон, брат Мейв, повертається після довгої відсутності; між ними виникає напруженість, але згодом вони миряться. Ола і Отіс намагаються розібратися у своїх почуттях окремо, але Ола робить перший крок, ускладнюючи ситуацію.                                |   |                        |             |                           |                   |
| 7 | 7 | «Епізод 7» «Episode 7» | Кейт Геррон | Софі Гудгарт              | 11 січня 2019     |
| Мейв і Отіс не хочуть йти на шкільний вечір танців, але Джексон і Ола змушують їх змінити рішення. Мейв намагається саботувати взаємини Оли і Отіса, але Ола стійка до її намагань; пізніше вона намагається поговорити з Отісом, але він випадково ображає її, і вона йде. Натхненний знову віднайденою впевненістю, Ерік приходить на танці, де мириться з Отісом. Під час танцювального вечора Ліам, клієнт Отіса, загрожує скинутися з декорацій, але в Отіса виходить відмовити його за допомогою промови про нерозділене кохання, що справляє враження на Мейв. Джексон зізнається, що заплатив Отісу за поради щодо Мейв, і що призводить до його конфлікту з Мейв. Пізніше п'яний Джексон свариться зі своєю матір'ю і йде з дому, приходить до Мейв і зізнається їй у коханні. Адам розпочинає бійку з батьком, ускладнюючи й без того непрості відносини. Коли Якоб каже Джин, що хоче серйозних стосунків, вона відмовляється, щоб не ускладнювати стосунки Оли і Отіса. Отіс знаходить чернетку нової книги Джин, у якій описуються його сексуальні розлади. |   |                        |             |                           |                   |
| 8 | 8 | «Епізод 8» «Episode 8» | Кейт Геррон | Лорі Нанн                 | 11 січня 2019     |
| Містер Ґрофф знаходить наркотики, які Шон продавав під час танців, і вважає, що це Мейв та Отіс організували наркотрафік у школі. Коли він погрожує викликати поліцію, Мейв бере відповідальність на себе, за що їй загрожує відрахування. Вона захищається перед комісією, але рішення відкладається. Джексон, засмучений словами Мейв про те, що вона його не любить, починає пропускати тренування. Він каже містеру Ґроффу, що знову буде представляти школу, якщо Мейв не виженуть, але директор згодом анулює угоду. Ерік та Адам вирушають на відробітки, унаслідок чого їх фізична перепалка призводить до поцілунку і сексу, але їхні стосунки руйнуються, коли Адама відправляють до військової академії. Отіс бореться з нав'язливістю Джин, і вони вирішують змінити своє життя. Джин йде додому до Якоба, щоб поставити крапку в їхніх стосунках, але вони знову займаються сексом. Отіс мириться з Олою, і вона погоджується відвезти його додому. Коли Мейв повертається додому, вона виявляє, що Шон знову втік. Також вона знаходить приз за краще есе, який Отіс вкрав зі школи, і записку з його вибаченнями. Вирішивши визнати свої почуття до Отіса, вона вирушає до нього додому, але бачить його поцілунок з Олою і йде геть. Поцілунок збуджує Отіса, і у нього нарешті виходить помастурбувати. |   |                        |             |                           |                   |

### 2 сезон (2020)
| № | #  | Назва                  | Режисер      | Сценарист                | Перший ефір у США |
| --- | -- | ---------------------- | ------------ | ------------------------ | ----------------- |
| 1 | 9  | «Епізод 1» «Episode 1» | Бен Тейлор   | Лорі Нанн                | 17 січня 2020     |
| Отіс нарешті зміг мастурбувати, але став від цього залежним, а мати підловлює його, коли він мастурбує в машині. Фіона, яка, за чутками, поширила хламідіоз у школі, звертається за допомогою до Отіса. Побачивши, як над Фіоною знущаються через чутки, Отіс співчуває дівчині й розуміє, наскільки він багато упускає у розв'язанні сексуальних питань людей. Мейв, що працює в магазині кренделів, натрапляє на свою матір, яка раніше була наркозалежна, а зараз сподівається вирішити їхні сімейні проблеми. Але Мейв відмовляється їй довіряти. Новий студент-француз Рахім миттєво стає популярним. Джексон перебуває під тиском матері, тому травмує собі руку, аби не ходити на плавання. Ола намагається помастурбувати Отісу, але у нього не виходить встати, тому Отіс переживає, що він якось пошкодив пеніс від надмірної мастурбації. Вони бачать, як Джин і Якоб займаються сексом, і обидва батьки нарешті зізнаються у своїх статевих стосунках. Батьківські збори щодо спалаху хламідіозу призводять до усвідомлення того, що школі вкрай необхідне краще статеве виховання. Містер Ґрофф неохоче звертається за допомогою до Джин. Мейв залишає роботу і намагається повернутися до школи; на допомогу їй приходить міс Сендс. Розкрито справжнього винуватця «хламідійної кризи». Отіс і Мейв домовляються знову надавати послуги з секс-порад. |    |                        |              |                          |                   |
| 2 | 10 | «Епізод 2» «Episode 2» | Софі Гудгарт | Лорі Нанн, Мауаан Різван | 17 січня 2020     |
| Міс Сендс і містер Гендрікс мають невдалий секс. У військовій школі Адам зближується з двома хлопцями. Отіс безуспішно намагається звикнути до того, що Якоб у стосунках із його матір'ю. Мейв готується до повернення до школи. Джин розпочинає збори, присвячені сексуальному здоров'ю. Мейв відвідує об'єднання обдарованих дітей і лякається їхніх амбіцій. Джексон не може плавати, тому шукає для себе нове хобі. Отіс шукає в інтернеті інформацію про те, як задовольнити дівчину пальцями і намагається використати ці поради з Олою, але їй це не подобається і вона лише вдає задоволення. Лілі згодом каже йому, що йому це жахливо вдалось. Мейв усвідомлює, що все ще має почуття до Отіса, коли бачить його на ярмарку з Олою. Ерік і Рахім разом відвідують колесо огляду; розгублений Ерік питає, чи Рахім гей, і чи цікавиться він ним. Адам застає своїх двох товаришів, коли вони мастурбують один одному, і, хоча він обіцяє нічого не говорити, вони підкидають марихуану до його ліжка, що призводить до його відрахування. |    |                        |              |                          |                   |
| 3 | 11 | «Епізод 3» «Episode 3» | Софі Гудгарт | Софі Гудгарт             | 17 січня 2020     |
| Олівія займається сексом зі своїм хлопцем; під час оргазму вона закриває його обличчя подушкою. Вона звертається за допомогою до Отіса, тому що вважає, що у неї потворне обличчя під час оргазму. Адам повернувся і працює в магазині на розі. Еймі пече торт на день народження Мейв, але в автобусі дорогою до школи чоловік мастурбує і еякулює на неї. Вона негайно виходить на зупинці і йде далі пішки. Хоча Еймі здається безтурботною, Мейв наполягає на тому, щоб повідомити в поліцію про сексуальне насильство. Джексон, шукаючи нове хобі, пробує себе у шкільній виставі. Він розуміє, що для отримання ролі йому потрібна допомога, Джексон звертається за допомогою до своєї однокласниці та репетиторки Вів. Отіс і Ола вечеряють у будинку Мілбернсів. Рахім запрошує Еріка на побачення, яке закінчується поцілунком і проходить ідеально — за винятком того, що Рахім живе над магазином, де працює Адам. Ерік, помітивши Адама, відчуває себе дуже розгублено. Еймі розуміє, що напад вплинув на неї більше, ніж вона думала. Мати Мейв приходить до її порогу з дитиною після того, як її співмешканець вигнав її. Мейв намагається зізнатися в коханні Отісу, але в останній момент лякається. |    |                        |              |                          |                   |
| 4 | 12 | «Епізод 4» «Episode 4» | Еліс Сібрайт | Лорі Нанн, Розі Джонс    | 17 січня 2020     |
| Ола каже Отісу, що вона готова до сексу, і він теж намагається налаштуватися. Суперечливі емоції Еріка змушують його наїхати на Адама, але його ігнорують. У школі Отіс зізнається Еріку про свої плани щодо втрати цноти. Містер Ґрофф помічає, як його дружина відвідує секс-клініку Джин. Несподівано приїжджає батько Отіса Ремі, і, хоча вони з Джин намагаються триматися осторонь, згодом вони цілуються і майже займаються сексом. Еймі, коли їй стає психологічно важко знову сісти на автобус, починає ходити скрізь пішки. Отіс заїзжає до Мейв дорогою до Оли і погоджується доглянути за її сестрою, поки Мейв йде на конкурс вікторин. Вона нарешті зізнається, що він їй подобається. В Отіса це викликає гнів, на його думку, вона повинна була сказати йому раніше. Він їде до Оли, але не може зайнятися сексом. Підозрюючи, що це провина Мейв, Ола змушує Отіса більше не спілкуватися з Мейв. Ерік прокидається, коли Адам кидає каміння у його вікно. Вони розважаються на полігоні і разом розбивають предмети. Адам веде Еріка додому, але замість того, щоб піти, дивиться на Еріка, поки він нарешті не поцілує його. Адам лягає спати з усмішкою. Рахім запитує Еріка, чи хоче він бути його хлопцем. |    |                        |              |                          |                   |
| 5 | 13 | «Епізод 5» «Episode 5» | Еліс Сібрайт | Лорі Нанн, Річард Гадд   | 17 січня 2020     |
| Ола сумнівається у своїх стосунках з Отісом, коли починає фантазувати про Лілі, і вважає себе пансексуалкою. Ерік розповідає Отісу про Адама, що викликає гнів Отіса, адже раніше Адам знущався з них. Ерік стверджує, що Отіс — лицемір через свою ситуацію з Олою та Мейв; пізніше вони миряться, Ерік не відповідає Адаму, коли той підходить до його вікна. Ерік та Отіс вирушають у похід з Ремі, де Отіс розуміє, що Ремі зрадив своїй партнерці Далілі і скористався цією поїздкою, щоб піти геть, а не проводити час із сином. Дружина пана Ґроффа Морін каже йому, що хоче розлучення, тому він йде жити до школи. Джин зізнається Якобу, що вона поцілувала Ремі, і вони розходяться. Мейв супроводжує матір на засідання анонімних наркоманів, але йде в гніві. Вона накидається на свого нового сусіда — інваліда Айзека, який привозить її на заняття танцями, якими він і його брат керують. Мейв дізнається, що він сирота, якого вигнали з прийомного будинку. Ерік починає ігнорувати Адама і просить Рахіма стати його хлопцем. Ола розходиться з Отісом; вона цілує Лілі і зізнається у почуттях, але Лілі не відповідає взаємністю. |    |                        |              |                          |                   |
| 6 | 14 | «Епізод 6» «Episode 6» | Бен Тейлор   | Софі Гудгарт             | 17 січня 2020     |
| Отіс дає поради Анвару щодо інтиму з його хлопцем. Лілі уникає Олу. Отіс влаштовує зустріч у своєму домі, щоб довести Еріку та Олі, що він може бути розслабленим, але це перетворюється на вечірку, де він у нетверезому стані говорить багато зайвого Олі та Мейв. Адам конфліктує з Еріком з приводу того, що він його ігнорує, і Ерік каже йому, що він не може змусити себе соромитися того, хто він є, і що Рахім пишається ним, тоді як Адам — ні. Все ще налякана інцидентом в автобусі, Еймі лякається, коли Стів торкається її, і тікає. Тим часом Джин і Морін виходять уночі в бар, де Морін каже, що вона відчуває себе вільніше без містера Ґроффа, і Джин розуміє, що вона сумує за Якобом. Джексону не дали роль у театральному гуртку, а його батьки та друзі раді, що він знову може плавати. Переживаючи, Джексон відчуває панічну атаку і зізнається Вів, що навмисно поранився, і вона пізніше розповідає про це його матерям. Ґрофф знаходить зошит Джин із нотатками про сексуальні проблеми студентів і вчителів, а також проблеми його дружини, і починає друкувати копії. |    |                        |              |                          |                   |
| 7 | 15 | «Епізод 7» «Episode 7» | Бен Тейлор   | Лорі Нанн                | 17 січня 2020     |
| Містер Ґрофф розвішує копії зошита Джин по всій школі, що призвело до скандалу. Джин дізнається про секс-клініку Отіса. Рубі повідомляє Отісу, що вони займалися сексом у ніч вечірки, хоча Отіс не пам'ятає про це. Вони йдуть в аптеку, щоб купити їй таблетки екстреної контрацепції. Джексон і його мати щиро говорять, і вона погоджується з його рішенням не плавати. Ерік веде Рахіма до своєї церкви, де Рахім каже, що він атеїст. Джин просить Якоба знову зійтися, але він відмовляє, тому що вона не готова до такої близькості, якої він хоче. Айзек каже Мейв, що її мама вдає, що йде на роботу, і Мейв свариться з нею і попереджає, що вижене її геть, якщо та знову збреше. Отримавши покарання і залишившись після уроків, Мейв, Олівія, Еймі, Ола, Лілі та Вів говорять про спільний досвід небажаних сексуальних контактів, і вони допомагають Еймі знову сісти в автобус. Ола і Лілі починають зустрічатися. |    |                        |              |                          |                   |
| 8 | 16 | «Епізод 8» «Episode 8» | Бен Тейлор   | Лорі Нанн                | 17 січня 2020     |
| Джин, все ще сердита на Отіса щодо його секс-клініки, намагається поговорити з ним, але цього разу це, здається, не працює, тому вони продовжують уникати один одного. Джин відвідує свого лікаря, тому що вона погано себе почуває, і дізнається, що вагітна. Завдяки підказці Айзека Мейв дізнається, що її мама знову вживає наркотики, і дзвонить у соціальну службу, щоб повідомити про це. Команда вікторин Мейв і Вів виграє національний відбір. Джексон виступає у шкільному мюзиклі і, завдяки підтримці Вів, долає свою тривогу. Ближче до кінця мюзиклу Адам вривається на сцену і заявляє про свої почуття до Еріка, який відповідає взаємністю. Пан Ґрофф відсторонений від адміністрації школи. Отіс залишає Мейв голосову пошту, вибачаючись за все і каже, що любить її, але Айзек видаляє повідомлення і відсилає Отіса геть, коли той приходить до Мейв. |    |                        |              |                          |                   |

### 3 сезон (2021)
| № | #  | Назва                  | Режисер           | Сценарист                | Перший ефір у США |
| - | -- | ---------------------- | ----------------- | ------------------------ | ----------------- |
| 1 | 17 | «Епізод 1» «Episode 1» | Бен Тейлор        | Лорі Нанн                | 17 вересня 2021   |
| 2 | 18 | «Епізод 2» «Episode 2» | Бен Тейлор        | Лорі Нанн, Софі Гудгарт  | 17 вересня 2021   |
| 3 | 19 | «Епізод 3» «Episode 3» | Бен Тейлор        | Лорі Нанн, Еліс Сібрайт  | 17 вересня 2021   |
| 4 | 20 | «Епізод 4» «Episode 4» | Руньяраро Мапфумо | Лорі Нанн                | 17 вересня 2021   |
| 5 | 21 | «Епізод 5» «Episode 5» | Бен Тейлор        | Лорі Нанн, Маваан Різуан | 17 вересня 2021   |
| 6 | 22 | «Епізод 6» «Episode 6» | Руньяраро Мапфумо | Лорі Нанн                | 17 вересня 2021   |
| 7 | 23 | «Епізод 7» «Episode 7» | Руньяраро Мапфумо | Лорі Нанн, Софі Гудгарт  | 17 вересня 2021   |
| 8 | 24 | «Епізод 8» «Episode 8» | Руньяраро Мапфумо | Лорі Нанн                | 17 вересня 2021   |

### 4 сезон (2023)
| № | #  | Назва                  | Режисер            | Сценарист         | Перший ефір у США |
| - | -- | ---------------------- | ------------------ | ----------------- | ----------------- |
| 1 | 25 | «Епізод 1» «Episode 1» | Домінік Леклерк    | Лорі Нанн         | 21 вересня 2023   |
| 2 | 26 | «Епізод 2» «Episode 2» | Домінік Леклерк    | Торі Гантер       | 21 вересня 2023   |
| 3 | 27 | «Епізод 3» «Episode 3» | Домінік Леклерк    | Крішна Істха      | 21 вересня 2023   |
| 4 | 28 | «Епізод 4» «Episode 4» | Мішель Савілл      | Селіна Лім        | 21 вересня 2023   |
| 5 | 29 | «Епізод 5» «Episode 5» | Мішель Савілл      | Етан Гарві        | 21 вересня 2023   |
| 6 | 30 | «Епізод 6» «Episode 6» | Алісса Макклелланд | Анналіза Д'Інелла | 21 вересня 2023   |
| 7 | 31 | «Епізод 7» «Episode 7» | Алісса Макклелланд | Белла Гісом       | 21 вересня 2023   |
| 8 | 32 | «Епізод 8» «Episode 8» | Алісса Макклелланд | Тара Попула       | 21 вересня 2023   |

## Виробництво

### Особливості серіалу
Кожен новий сюжетний хід, як правило, починається зі сцени сексу, позначає проблему, яку доведеться вирішувати головному герою. Сексуальні проблеми підлітків стають тлом для висвітлення глибших питань дорослішання, прийняття власної індивідуальності, етичного вибору, пошуку сенсу життя. Команда серіалу приділила велику увагу актуальним проблемам цькування в школах, гомофобії, конфлікту поколінь, вживання наркотиків і можливих причин для суїциду. Примітно, що на відміну від інших молодіжних серіалів, «Сексуальна освіта» робить мінімальний акцент на атрибутах сучасної епохи, намагаючись зосередити увагу глядача на живих стосунках між людьми.

### Музика в серіалі
У серіалі великий акцент зроблений на підбір музичного супроводу для підкреслення характерів героїв та їх індивідуальности. Отіс Мілберн у серіалі є шанувальником постпанку, хоча, за власним зізнанням, засинає тільки під запис криків китів. Мейв Вайлі любить слухати панк-рок нової хвилі, однією з улюблених груп є норвезька четвірка Sløtface. У серіалі також звучать пісні The Cure, Bikini Kill, Billy Idol, Talking Heads, UB40, The Smiths, A-Ha, Generation X, Roots Manuva.

### Знімання
Знімання серіалу проходили на території південного Уельсу і Англії в долині річки Вай, у тому числі в населених пунктах Лландого і Тінтерн в Монмутширі. Сцени, що відбуваються в середній школі Мурдейла, зняті в колишньому кампусі Університету Південного Уельсу в Карлеоні, Ньюпорт.

## Критика
Перший сезон отримав хорошу реакцію критиків. На вебагрегаторі Rotten Tomatoes рейтинг схвалення становить 91 % із середньою оцінкою 8,36 з 10 на підставі 57 рецензій. Загальний висновок говорить: «Непристойно смішний, душевний і дивовижно мудрий, „Сексуальна освіта“ — грубувата витівка групи підлітків, чиї сексуальні пригоди так ретельно продумані, що навіть для дорослих є кілька речей, яких можна повчитися». Сайт Metacritic, який використовує середньозважене значення, присвоїв сезону оцінку 81 зі 100 на основі 16 відгуків, що означає «загальне визнання».
У позитивному огляді Ліз Шеннон Міллер з IndieWire поставила серіалу оцінку А-, зазначивши: «Знову ж таки, це історія дітей, які вагаються як у дружніх стосунках, так і в стосунках, наскрізь пронизаних юнацьким запалом. „Сексуальна освіта“ відмінно справляється з багатьма речами, головною з яких є створення світу середньої школи, який здається повністю розвиненим, деякою мірою реалістичним, але з почуттям ескапізму». Льюїс Найт із Daily Mirror нагородив серіал 5 зірками, зазначивши: «Це весела, чесна і свіжа різноманітна комедія з талановитим акторським складом і відвертою розмовою про сексуальність підлітків (і їхніх батьків)». Джеймс Понивозик, оглядач The New York Times описав серіал як «Своєчасний, але не дуже актуальний, феміністський, з чудовим почуттям страху щодо свого предмета. Секс у цьому шоу не є проблемою або захопливою приманкою, а аспектом здоров'я».
У суперечливому відгуку Генка Ст'юера із The Washington Post зазначається: «Існує типова проблема серіалів Netflix, коли в середині сезону на один або два епізоди сюжет затихає і зупиняється, поки сценаристи і продюсери з'ясовують кінцівку. Але все ж у матеріалі відчувається задум і щира турбота, і важлива думка про те, що справа не тільки у формах і розмірах наших „прибамбасів“». Ед Павер з The Independent розкритикував серіал і поставив йому лише 2 зірки з 5, написавши: «Сексуальна освіта» сильно страждає від того, що він не заснований на особливому часі і місці. Він прагне догодити всім, але збентежений, і самому серіалу потрібна допомога терапевта".
Шуті Гатва, що виконав роль чорношкірого гея-підлітка Еріка, отримав похвалу від критиків, які відзначили, що йому вдалося уникнути у своєму образі кліше гея і чорношкірого «найкращого друга».
17 січня 2019 року, через тиждень після релізу, Netflix оголосив, що серіал подивилися понад 40 мільйонів глядачів.